# Ерофеев, Константин Иванович
Константин Иванович Ерофеев (7 октября 1969, Ленинабад, Таджикская ССР, СССР) — таджикский футболист, полузащитник. Игрок национальной сборной Таджикистана.

## Клубная карьера
До января 1994 года Константин выступал у себя на родине за «Худжанд». В 1994 году выступал за узбекский «Локомотив» из Кагана, вызывался в национальную сборную Таджикистана. В 1995 году играл за два клуба — «Зарафшан» и казахстанский «Булат». В 1998 году снова выступал за «Худжанд», а в 1999 году перешёл в «Волочанин-Ратмир», где провёл семь сезонов и сыграл более чем в двухстах матчах, забив в них двадцать три гола. После 2006 года он завершил свою профессиональную карьеру. В 2010 году Ерофеев вернулся в футбол, проведя сезон в любительском клубе «Реал-Тверь». В 2011 году был приглашён на должность играющего тренера в «Волочанин-Ратмир».

## Карьера в сборной
За национальную сборную Таджикистана Ерофеев провёл четыре матча, забил один гол. Его дебют состоялся 11 апреля 1994 года в матче против сборной Казахстана. Свой единственный мяч за сборную он забил 15 апреля 1994 года в матче против сборной Кыргызстана.

### Матчи за сборную Таджикистана
| Матчи и голы Ерофеева за сборную Таджикистана | Матчи и голы Ерофеева за сборную Таджикистана | Матчи и голы Ерофеева за сборную Таджикистана | Матчи и голы Ерофеева за сборную Таджикистана | Матчи и голы Ерофеева за сборную Таджикистана | Матчи и голы Ерофеева за сборную Таджикистана | Матчи и голы Ерофеева за сборную Таджикистана |
| --------------------------------------------- | --------------------------------------------- | --------------------------------------------- | --------------------------------------------- | --------------------------------------------- | --------------------------------------------- | --------------------------------------------- |
| №                                             | Дата                                          | Соперник                                      | Счёт                                          | Голы Ерофеева                                 | Турнир                                        |                                               |
| 1                                             | 11 апреля 1994                                | Казахстан                                     | 0:1                                           | 0                                             | Кубок Независимости                           |                                               |
| 2                                             | 15 апреля 1994                                | Кыргызстан                                    | 1:0                                           | 1                                             | Кубок Независимости                           |                                               |
| 3                                             | 17 апреля 1994                                | Узбекистан                                    | 1:1                                           | 0                                             | Кубок Независимости                           |                                               |
| 4                                             | 19 апреля 1994                                | Туркменистан                                  | 0:2                                           | 0                                             | Кубок Независимости                           |                                               |

Итого: 4 матча / 1 гол; 1 победа, 1 ничья, 2 поражения.

## Достижения
- Обладатель кубка Таджикистана (1): 1998